# Laguna Cancaracá
La laguna Cancaracá o Cancarragá (en quechua: Qhanqaraqa qucha), es un depósito natural de agua dulce situada en el distrito peruano de Chacas, región Áncash, en el sector montañoso de la cordillera Blanca a 4657 m s. n. m. dentro del parque nacional Huascarán.
Se originó por el derretimiento de la lengua glaciar este del macizo Ulta entre 1930 y 1980.
Es la mediana del grupo de tres lagunas que se emplazan en la cuenca del río Potaca. Con una coloración azul claro, se ubica 5 minutos a pie del Túnel Punta Olímpica y su equipamiento turístico consiste en un sendero de 100 metros desde la carretera Chacas-Carhuaz, una pequeña cabaña en su orilla este.